# Landgericht Immenstadt
Das Königliche Landgericht Immenstadt war ein von 1806 bis 1879 bestehendes bayerisches Landgericht älterer Ordnung mit Sitz in Immenstadt im heutigen Landkreis Oberallgäu. Die Landgerichte waren im Königreich Bayern Gerichts- und Verwaltungsbehörden, die 1862 in administrativer Hinsicht von den Bezirksämtern und 1879 in juristischer Hinsicht von den Amtsgerichten abgelöst wurden.
Nicht zu verwechseln ist dieser bayerische Gerichts- und Verwaltungsbezirk mit dem von Kaiser Friedrich III. verliehenen rothenfelsischen Landgericht zu Immenstadt, welches 1471 das Stadtgericht Immenstadt ablöste und bis 1804 bestand, wonach für zwei Jahre das Kaiserlich Österreichische Oberamt Immenstadt folgte.

## Geschichte

Stadtschloss, ehemaliger Sitz des Landgerichts und später des Amtsgerichts

Im Jahr 1806 wurde im Verlauf der Verwaltungsneugliederung Bayerns das Landgericht Immenstadt errichtet. Dieses kam zum neu gegründeten Illerkreis mit der Hauptstadt Kempten.
Am 1. Oktober 1879 kam es anlässlich der Einführung des Gerichtsverfassungsgesetzes in Bayern zur Errichtung des Amtsgerichts Immenstadt, dessen Sprengel deckungsgleich mit dem des vorherigen Landgerichts Immenstadt war und die Gemeinden Aach, Akams, Balderschwang, Blaichach, Bolsterlang, Bühl, Diepolz, Eckarts, Fischen, Gunzesried, Immenstadt, Missen, Niedersonthofen, Obermaiselstein, Ofterschwang, Staufen, Stein, Stiefenhofen, Thalkirchdorf, Tiefenbach und Wilhams umfasste.

## Amtsgebäude
Das Landgericht Immenstadt hatte seinen Dienstsitz im Stadtschloss, wie auch das spätere Amtsgericht Immenstadt.